# Canon de marine de 7,5 pouces BL Mk VI
Le canon de marine de 7,5 pouces BL Mark VI est un canon de marine britannique. Il disposait d’un canon long de 45 calibres et formait la batterie principale des croiseurs de la classe Hawkins de la marine britannique. Ces bâtiments avec sept pièces simples étaient caractéristiques des limitations faites aux croiseurs par le traité naval de Washington.

## Description
Il disposait d’un canon constitué de deux tubes frettés et d’une culasse Welin avec mécanisme manuel Asbury. La monture était une CP Mk V, une monture à pivot central à commande manuelle avec un entraînement en élévation fourni par un moteur électrique 10 ch et une pompe hydraulique. L'élévation était comprise entre +30° et −5° et le chargement était possible jusqu'à +10°. Le poids total de la monture, comprenant son bouclier droit ouvert sur l’arrière, était de 45 975 kg. Il utilisait une charge de deux sachets de tissu contenant chacun 14 kg de cordite pour tirer un projectile de 91 kg jusqu'à 19 km à l’élévation maximale de 30°. L'espérance de vie utile était de 650 coups équivalant pleines charges par canon.

## Canon de défense côtière
Sept canons furent installés comme artillerie côtière aux Antilles néerlandaises, cinq au Mozambique, trois au Canada et trois dans une batterie à South Shields (Angleterre) pendant la Seconde Guerre mondiale.

## Trajectoire des obus
| Portée | Élévation | Temps de vol | Angle de descente (à l'impact) | Vitesse d'impact |
| ------ | --------- | ------------ | ------------------------------ | ---------------- |
| 4,6 km | 2° 30'    | 7 s          | 3° 19'                         | 548 m/s          |
| 9,1 km | 7° 03'    | 17 s         | 12° 32'                        | 371 m/s          |
| 14 km  | 15° 21'   | 32 s         | 27° 33'                        | 316 m/s          |
| 18 km  | 27° 59'   | 51 s         | 44° 35'                        | 326 m/s          |